# Interlands Noors voetbalelftal 1940-1949
Deze pagina toont een chronologisch en gedetailleerd overzicht van de interlands die het Noors voetbalelftal heeft gespeeld in de periode 1940 – 1949.

## Interlands
Tussen 1940 en 1945 werden geen interlands gespeeld.

### 1945
|                                                                          |                                                                   |       |                                   |                                                                                               |
| 26 augustus Vriendschappelijk № 143 «onderlinge duels» 13:00 uur (UTC+1) | Denemarken                                                        | 4 – 2 | Noorwegen                         | Københavns Idrætspark, Kopenhagen Toeschouwers: 40.000 Scheidsrechter: Torsten Carlsson (SWE) |
| 26 augustus Vriendschappelijk № 143 «onderlinge duels» 13:00 uur (UTC+1) | Kaj Christiansen 7', 50' Karl Aage Hansen 83' Aage Rou Jensen 89' |       | 35' Bjørn Spydevold 44' Kjell Moe | Københavns Idrætspark, Kopenhagen Toeschouwers: 40.000 Scheidsrechter: Torsten Carlsson (SWE) |

|                                                                          |                                                                   |       |                                   |                                                                              |
| 9 september Vriendschappelijk № 144 «onderlinge duels» 13:15 uur (UTC+2) | Noorwegen                                                         | 1 – 5 | Denemarken                        | Ullevaalstadion, Oslo Toeschouwers: 34.000 Scheidsrechter: Ivan Eklind (SWE) |
| 9 september Vriendschappelijk № 144 «onderlinge duels» 13:15 uur (UTC+2) | Knut Brynildsen 46' Karl Aage Hansen 67', 82' Carl Aage Præst 84' |       | 30' Helge Bronée 41' Viggo Jensen | Ullevaalstadion, Oslo Toeschouwers: 34.000 Scheidsrechter: Ivan Eklind (SWE) |

|                                                                         | |        |           |                                                                                   |
| 21 oktober Vriendschappelijk № 145 «onderlinge duels» 14:00 uur (UTC+1) | Zweden | 10 – 0 | Noorwegen | Råsundastadion, Solna Toeschouwers: 29.674 Scheidsrechter: Valdemar Laursen (DEN) |
| 21 oktober Vriendschappelijk № 145 «onderlinge duels» 14:00 uur (UTC+1) | Vincent Persson 1' Gunnar Nordahl 12', 26', 82', 89' Nils Karlsson 31', 61' Arne Nyberg 48', 85' Gunnar Gren 73' |        |           | Råsundastadion, Solna Toeschouwers: 29.674 Scheidsrechter: Valdemar Laursen (DEN) |

### 1946
|                                                                      |                                |       |                             |                                                                               |
| 16 juni Vriendschappelijk № 146 «onderlinge duels» 18:00 uur (UTC+1) | Noorwegen                      | 2 – 1 | Denemarken                  | Ullevaalstadion, Oslo Toeschouwers: 34.000 Scheidsrechter: George Clark (ENG) |
| 16 juni Vriendschappelijk № 146 «onderlinge duels» 18:00 uur (UTC+1) | Hans Nordahl 9' Knut Osnes 58' |       | 24' Jørgen Leschly Sørensen | Ullevaalstadion, Oslo Toeschouwers: 34.000 Scheidsrechter: George Clark (ENG) |

|                                                                      | |        |         |                                                                                |
| 28 juni Vriendschappelijk № 147 «onderlinge duels» 18:00 uur (UTC+1) | Noorwegen | 12 – 0 | Finland | Brannstadion, Bergen Toeschouwers: 22.000 Scheidsrechter: Gunnar Dahlner (SWE) |
| 28 juni Vriendschappelijk № 147 «onderlinge duels» 18:00 uur (UTC+1) | Gunnar Thoresen 1', 20', 62' Paul Sæthrang 18', 31', 69' Knut Osnes 30', 80' Reidar Kvammen 34', 80' Hans Nordahl 59', 81' |        |         | Brannstadion, Bergen Toeschouwers: 22.000 Scheidsrechter: Gunnar Dahlner (SWE) |

|                                                                     |                                              |       |            |                                                                                           |
| 8 juli Vriendschappelijk № 148 «onderlinge duels» 19:00 uur (UTC+2) | Noorwegen                                    | 2 – 0 | Denemarken | Københavns Idrætspark, Kopenhagen Toeschouwers: 39.000 Scheidsrechter: John Nilsson (SWE) |
| 8 juli Vriendschappelijk № 148 «onderlinge duels» 19:00 uur (UTC+2) | Carl Aage Præst 38' Arne Sørensen 69' (pen.) |       |            | Københavns Idrætspark, Kopenhagen Toeschouwers: 39.000 Scheidsrechter: John Nilsson (SWE) |

|                                                                      |                                        |       |                                       |                                                                                      |
| 28 juli Vriendschappelijk № 149 «onderlinge duels» 17:30 uur (UTC+2) | Luxemburg                              | 3 – 2 | Noorwegen                             | Stade Municipal, Luxemburg Toeschouwers: 9.000 Scheidsrechter: Laurent Franken (BEL) |
| 28 juli Vriendschappelijk № 149 «onderlinge duels» 17:30 uur (UTC+2) | Léon Schumacher 60', 66' Nic Pauly 70' |       | 30' Henry Johannessen 82' Knut Dahlen | Stade Municipal, Luxemburg Toeschouwers: 9.000 Scheidsrechter: Laurent Franken (BEL) |

|                                                                           |           |                                                   |        |                                                                                 |
| 15 september Vriendschappelijk № 150 «onderlinge duels» 13:00 uur (UTC+1) | Noorwegen | 0 – 3                                             | Zweden | Ullevaalstadion, Oslo Toeschouwers: 35.321 Scheidsrechter: Aksel Asmussen (DEN) |
| 15 september Vriendschappelijk № 150 «onderlinge duels» 13:00 uur (UTC+1) |           | 33' Arne Nyberg 75' Gunnar Gren 84' Erik Karlsson |        | Ullevaalstadion, Oslo Toeschouwers: 35.321 Scheidsrechter: Aksel Asmussen (DEN) |

|                                                                         |                                                                                            |       |                            |                                                                                           |
| 20 oktober Vriendschappelijk № 151 «onderlinge duels» 13:30 uur (UTC+1) | Denemarken                                                                                 | 7 – 1 | Noorwegen                  | Københavns Idrætspark, Kopenhagen Toeschouwers: 39.650 Scheidsrechter: Folke Nyberg (FIN) |
| 20 oktober Vriendschappelijk № 151 «onderlinge duels» 13:30 uur (UTC+1) | Karl Aage Hansen 20', 52', 78', 89' Jørgen Leschly Sørensen 62' Carl Aage Præst 65' (pen.) |       | 42' (pen.) Knut Brynildsen | Københavns Idrætspark, Kopenhagen Toeschouwers: 39.650 Scheidsrechter: Folke Nyberg (FIN) |

### 1947
|                                                                      |                                             |       |                      |                                                                                |
| 11 juni Vriendschappelijk № 152 «onderlinge duels» 19:00 uur (UTC+1) | Noorwegen                                   | 3 – 1 | Polen                | Ullevaalstadion, Oslo Toeschouwers: 33/642 Scheidsrechter: Ludvig Jørkov (DEN) |
| 11 juni Vriendschappelijk № 152 «onderlinge duels» 19:00 uur (UTC+1) | Knut Brynildsen 48', 63' Trygve Arnesen 53' |       | 89' Edward Jabłoński | Ullevaalstadion, Oslo Toeschouwers: 33/642 Scheidsrechter: Ludvig Jørkov (DEN) |

| |                  |       |                                                     |                                                                                    |
| 26 juni Vriendschappelijk Toernooi 40-jarig jubileum Finse Voetbalbond № 153 «onderlinge duels» 19:00 uur (UTC+2) | Finland          | 1 – 2 | Noorwegen                                           | Olympisch Stadion, Helsink Toeschouwers: 14.806 Scheidsrechter: Tore Sjöberg (SWE) |
| 26 juni Vriendschappelijk Toernooi 40-jarig jubileum Finse Voetbalbond № 153 «onderlinge duels» 19:00 uur (UTC+2) | Anatol Hasso 28' |       | 39' (pen.) Harry Boye Karlsen 85' Henry Johannessen | Olympisch Stadion, Helsink Toeschouwers: 14.806 Scheidsrechter: Tore Sjöberg (SWE) |

| |                     |       |                                                    |                                                                                  |
| 28 juni Vriendschappelijk Toernooi 40-jarig jubileum Finse Voetbalbond № 154 «onderlinge duels» 19:00 uur (UTC+2) | Noorwegen           | 1 – 5 | Zweden                                             | Olympisch Stadion, Helsink Toeschouwers: 24.407 Scheidsrechter: Johan Alho (FIN) |
| 28 juni Vriendschappelijk Toernooi 40-jarig jubileum Finse Voetbalbond № 154 «onderlinge duels» 19:00 uur (UTC+2) | Knut Brynildsen 17' |       | 18', 56', 59', 85' Gunnar Nordahl 86' Sven Persson | Olympisch Stadion, Helsink Toeschouwers: 24.407 Scheidsrechter: Johan Alho (FIN) |

|                                                                    |                                                     |       |                                      |                                                                              |
| 24 juli Vriendschappelijk № 155 «onderlinge duels» 20:30 uur (UTC) | IJsland                                             | 2 – 4 | Noorwegen                            | Melavöllur, Reykjavik Toeschouwers: 6.000 Scheidsrechter: Lionel Gibbs (ENG) |
| 24 juli Vriendschappelijk № 155 «onderlinge duels» 20:30 uur (UTC) | Albert Guðmundsson 4', 38' Gunnar Thoresen 23', 29' |       | 6' Knut Brynildsen 44' Paul Sæthrang | Melavöllur, Reykjavik Toeschouwers: 6.000 Scheidsrechter: Lionel Gibbs (ENG) |

|                                                                                     |                                              |       |                                                                    |                                                                                        |
| 7 september Noords Kampioenschap 1937/47 № 156 «onderlinge duels» 15:00 uur (UTC+2) | Finland                                      | 3 – 3 | Noorwegen                                                          | Olympisch Stadion, Helsink Toeschouwers: 13.533 Scheidsrechter: Valdemar Laursen (DEN) |
| 7 september Noords Kampioenschap 1937/47 № 156 «onderlinge duels» 15:00 uur (UTC+2) | Harry Reunanen 4' Stig-Göran Myntti 20', 23' |       | 21' Gunnar Dahlen 41' Odd Wang Sørensen 88' (pen.) Knut Brynildsen | Olympisch Stadion, Helsink Toeschouwers: 13.533 Scheidsrechter: Valdemar Laursen (DEN) |

|                                                                                      |                                           |       |                                                                                |                                                                               |
| 21 september Noords Kampioenschap 1937/47 № 157 «onderlinge duels» 13:15 uur (UTC+1) | Noorwegen                                 | 3 – 5 | Denemarken                                                                     | Ullevaalstadion, Oslo Toeschouwers: 34.756 Scheidsrechter: John Nilsson (SWE) |
| 21 september Noords Kampioenschap 1937/47 № 157 «onderlinge duels» 13:15 uur (UTC+1) | Gunnar Thoresen 35' Knut Osnes 42' (pen.) |       | 1' (e.d.) Gunnar Hansen 10', 82' Jørgen Wagner Hansen 13', 83' Carl Aage Præst | Ullevaalstadion, Oslo Toeschouwers: 34.756 Scheidsrechter: John Nilsson (SWE) |

|                                                                                   |                                                          |       |                    |                                                                                |
| 5 oktober Noords Kampioenschap 1937/47 № 158 «onderlinge duels» 15:00 uur (UTC+1) | Zweden                                                   | 4 – 1 | Noorwegen          | Råsundastadion, Solna Toeschouwers: 36.134 Scheidsrechter: George Reader (ENG) |
| 5 oktober Noords Kampioenschap 1937/47 № 158 «onderlinge duels» 15:00 uur (UTC+1) | Nils Liedholm 9' Gunnar Nordahl 15', 70' Gunnar Gren 71' |       | 41' Reidar Kvammen | Råsundastadion, Solna Toeschouwers: 36.134 Scheidsrechter: George Reader (ENG) |

### 1948
|                                                                     |                      |       |                                        |                                                                            |
| 26 mei Vriendschappelijk № 159 «onderlinge duels» 18:30 uur (UTC+1) | Noorwegen            | 1 – 2 | Nederland                              | Ullevaalstadion, Oslo Toeschouwers: 28.800 Scheidsrechter: Reg Leafe (ENG) |
| 26 mei Vriendschappelijk № 159 «onderlinge duels» 18:30 uur (UTC+1) | Odd Wang Sørensen 6' |       | 33' Mick Clavan 77' Cock van der Tuijn | Ullevaalstadion, Oslo Toeschouwers: 28.800 Scheidsrechter: Reg Leafe (ENG) |

|                                                                                 |                 |       |                      |                                                                                             |
| 12 juni Noords Kampioenschap 1948/51 № 160 «onderlinge duels» 19:00 uur (UTC+2) | Denemarken      | 1 – 2 | Noorwegen            | Københavns Idrætspark, Kopenhagen Toeschouwers: 41.000 Scheidsrechter: Gunnar Dahlner (SWE) |
| 12 juni Noords Kampioenschap 1948/51 № 160 «onderlinge duels» 19:00 uur (UTC+2) | Ivan Jensen 24' |       | 37', 50' Jann Sørdal | Københavns Idrætspark, Kopenhagen Toeschouwers: 41.000 Scheidsrechter: Gunnar Dahlner (SWE) |

|                                                                         | |        |                  |                                                                                     |
| 6 augustus Vriendschappelijk № 161 «onderlinge duels» 18:30 uur (UTC+1) | Noorwegen                                                                                                   | 11 – 0 | Verenigde Staten | Bislettstadion, Oslo Toeschouwers: 24.362 Scheidsrechter: John Erik Andersson (SWE) |
| 6 augustus Vriendschappelijk № 161 «onderlinge duels» 18:30 uur (UTC+1) | Jann Sørdal 1', 43' Odd Wang Sørensen 3', 8', 27', 29', 47' Gunnar Thoresen 25', 57', 85' Gunnar Dahlen 84' |        |                  | Bislettstadion, Oslo Toeschouwers: 24.362 Scheidsrechter: John Erik Andersson (SWE) |

|                                                                                     |                           |       |         |                                                                              |
| 5 september Noords Kampioenschap 1948/51 № 162 «onderlinge duels» 13:15 uur (UTC+1) | Noorwegen                 | 2 – 0 | Finland | Ullevaalstadion, Oslo Toeschouwers: 24.389 Scheidsrechter: Ivan Eklind (SWE) |
| 5 september Noords Kampioenschap 1948/51 № 162 «onderlinge duels» 13:15 uur (UTC+1) | Odd Wang Sørensen 2', 50' |       |         | Ullevaalstadion, Oslo Toeschouwers: 24.389 Scheidsrechter: Ivan Eklind (SWE) |

|                                                                                      |                                                       |       |                                        |                                                                                 |
| 19 september Noords Kampioenschap 1948/51 № 163 «onderlinge duels» 13:15 uur (UTC+1) | Noorwegen                                             | 3 – 5 | Zweden                                 | Ullevaalstadion, Oslo Toeschouwers: 35.306 Scheidsrechter: Aksel Asmussen (DEN) |
| 19 september Noords Kampioenschap 1948/51 № 163 «onderlinge duels» 13:15 uur (UTC+1) | Gunnar Dahlen 11' Gunnar Thoresen 33' Jann Sørdal 84' |       | 24', 44', 62', 64', 80' Gunnar Nordahl | Ullevaalstadion, Oslo Toeschouwers: 35.306 Scheidsrechter: Aksel Asmussen (DEN) |

|                                                                          |        |       |                       |                                                                                   |
| 24 december Vriendschappelijk № 164 «onderlinge duels» 15:00 uur (UTC+2) | Egypte | 1 – 1 | Noorwegen             | Egyptian Army Stadium, Caïro Toeschouwers: 8.000 Scheidsrechter: J.M. Scott (ENG) |
| 24 december Vriendschappelijk № 164 «onderlinge duels» 15:00 uur (UTC+2) | ?      |       | 55' Odd Wang Sørensen | Egyptian Army Stadium, Caïro Toeschouwers: 8.000 Scheidsrechter: J.M. Scott (ENG) |

### 1949
|                                                                     |                    |       |                                                                           |                                                                                      |
| 18 mei Vriendschappelijk № 165 «onderlinge duels» 19:00 uur (UTC+1) | Noorwegen          | 1 – 4 | Engeland                                                                  | Ullevaalstadion, Oslo Toeschouwers: 32.874 Scheidsrechter: John Erik Andersson (SWE) |
| 18 mei Vriendschappelijk № 165 «onderlinge duels» 19:00 uur (UTC+1) | Willy Andresen 50' |       | 5' Jimmy Mullen 38' Tom Finney 60' (e.d.) Bjørn Spydevold 70' John Morris | Ullevaalstadion, Oslo Toeschouwers: 32.874 Scheidsrechter: John Erik Andersson (SWE) |

|                                                                      |                  |       |                                                        |                                                                                 |
| 19 juni Vriendschappelijk № 166 «onderlinge duels» 18:15 uur (UTC+1) | Noorwegen        | 1 – 3 | Joegoslavië                                            | Ullevaalstadion, Oslo Toeschouwers: 23.163 Scheidsrechter: Klaas Schipper (NED) |
| 19 juni Vriendschappelijk № 166 «onderlinge duels» 18:15 uur (UTC+1) | Per Bredesen 60' |       | 76' Rajko Mitić 84' Stjepan Bobek 88' Zlatko Čajkovski | Ullevaalstadion, Oslo Toeschouwers: 23.163 Scheidsrechter: Klaas Schipper (NED) |

|                                                                                |                   |       |                       |                                                                                      |
| 8 juli Noords Kampioenschap 1948/51 № 167 «onderlinge duels» 19:00 uur (UTC+2) | Finland           | 1 – 1 | Noorwegen             | Olympisch Stadion, Helsink Toeschouwers: 11.264 Scheidsrechter: Aksel Asmussen (DEN) |
| 8 juli Noords Kampioenschap 1948/51 № 167 «onderlinge duels» 19:00 uur (UTC+2) | Jorma Vaihela 33' |       | 89' Odd Wang Sørensen | Olympisch Stadion, Helsink Toeschouwers: 11.264 Scheidsrechter: Aksel Asmussen (DEN) |

|                                                                                      |           |                                             |            |                                                                             |
| 11 september Noords Kampioenschap 1948/51 № 168 «onderlinge duels» 13:15 uur (UTC+1) | Noorwegen | 0 – 2                                       | Denemarken | Ullevaalstadion, Oslo Toeschouwers: 38.085 Scheidsrechter: Wolf Karni (FIN) |
| 11 september Noords Kampioenschap 1948/51 № 168 «onderlinge duels» 13:15 uur (UTC+1) |           | 28' Frank Reckendorff 84' Jens Peder Hansen |            | Ullevaalstadion, Oslo Toeschouwers: 38.085 Scheidsrechter: Wolf Karni (FIN) |

|                                                                                   |                                                           |       |                                        |                                                                                   |
| 2 oktober Noords Kampioenschap 1948/51 № 169 «onderlinge duels» 15:00 uur (UTC+1) | Zweden                                                    | 3 – 3 | Noorwegen                              | Råsundastadion, Solna Toeschouwers: 37.750 Scheidsrechter: Valdemar Laursen (DEN) |
| 2 oktober Noords Kampioenschap 1948/51 № 169 «onderlinge duels» 15:00 uur (UTC+1) | Lennart Lindskog 60' Hasse Jeppson 76' Karl Simonsson 79' |       | 1', 89' Per Bredesen 75' Harald Hennum | Råsundastadion, Solna Toeschouwers: 37.750 Scheidsrechter: Valdemar Laursen (DEN) |

NFF · A-internationals · Selecties · Bondscoaches · Noors vrouwenelftal · Olympisch elftal · Noorwegen U21 · Noorwegen U20 · Noorwegen U19 · Noorwegen U18 · Noorwegen U17 · Noorwegen U16 · Vrouwen U17
1908 – 1919 ·
1920 – 1929 ·
1930 – 1939 ·
1940 – 1949 ·
1950 – 1959 ·
1960 – 1969 ·
1970 – 1979 ·
1980 – 1989 ·
1990 – 1999 ·
2000 – 2009 ·
2010 – 2019 ·
2020 − 2029
EK 2000
WK 1938 ·
WK 1994 ·
WK 1998
OS 1912 · 
OS 1920 · 
OS 1936 · 
OS 1952 · 
OS 1984
1908 ·
1909 ·
1910 ·
1911 ·
1912 · 
1913 · 
1914 · 
1915 · 
1916 · 
1917 · 
1918 · 
1919 · 
1920 · 
1921 · 
1922 · 
1923 · 
1924 · 
1925 · 
1926 · 
1927 · 
1928 · 
1929 · 
1930 · 
1931 · 
1932 · 
1933 · 
1934 · 
1935 · 
1936 · 
1937 · 
1938 · 
1939 · 
1940 – 1944 · 
1945 · 
1946 · 
1947 · 
1948 · 
1949 · 
1950 · 
1952 · 
1952 · 
1953 · 
1954 · 
1955 · 
1956 · 
1957 · 
1958 · 
1959 · 
1960 · 
1961 · 
1962 · 
1963 · 
1964 · 
1965 · 
1966 · 
1967 · 
1968 · 
1969 · 
1970 · 
1971 · 
1972 · 
1973 · 
1974 · 
1975 · 
1976 · 
1977 · 
1978 · 
1979 · 
1980 · 
1981 · 
1982 · 
1983 · 
1984 · 
1985 · 
1986 · 
1987 · 
1988 · 
1989 · 
1990 ·
1991 · 
1992 · 
1993 · 
1994 · 
1995 · 
1996 · 
1997 · 
1998 · 
1999 · 
2000 · 
2001 · 
2002 · 
2003 · 
2004 · 
2005 · 
2006 · 
2007 · 
2008 · 
2009 · 
2010 · 
2011 · 
2012 · 
2013 · 
2014 · 
2015 · 
2016 · 
2017 · 
2018 ·
2019 ·
2020 ·
2021 ·
2022 ·
2023 ·
2024
Albanië ·
Argentinië ·
Armenië ·
Australië ·
Azerbeidzjan ·
Bahrein ·
België ·
Bermuda ·
Bosnië en Herzegovina ·
Brazilië ·
Bulgarije ·
China ·
Colombia ·
Costa Rica ·
Cyprus ·
Denemarken ·
DDR ·
Duitsland ·
Egypte ·
Engeland ·
Estland ·
Faeröer ·
Finland ·
Frankrijk ·
Georgië ·
Ghana ·
Gibraltar ·
Grenada ·
Griekenland ·
Guatemala ·
Honduras ·
Hongarije ·
Hongkong ·
Ierland ·
IJsland ·
Israël ·
Italië ·
Jamaica ·
Japan ·
Joegoslavië ·
Jordanië ·
Kameroen ·
Kazachstan ·
Koeweit ·
Kosovo ·
Kroatië ·
Letland ·
Litouwen ·
Luxemburg ·
Malta ·
Marokko ·
Mexico ·
Moldavië ·
Montenegro ·
Nederland ·
Nieuw-Zeeland ·
Nigeria ·
Noord-Ierland ·
Noord-Korea ·
Noord-Macedonië ·
Oekraïne ·
Oman ·
Oostenrijk ·
Panama ·
Paraguay ·
Polen ·
Portugal ·
Qatar ·
Roemenië ·
Rusland ·
Saarland ·
San Marino ·
Saoedi-Arabië ·
Schotland ·
Senegal ·
Servië ·
Servië en Montenegro ·
Singapore ·
Slovenië ·
Slowakije ·
Sovjet-Unie ·
Spanje ·
Thailand ·
Trinidad en Tobago ·
Tsjechië ·
Tsjecho-Slowakije ·
Tunesië ·
Turkije ·
Uruguay ·
Verenigde Arabische Emiraten ·
Verenigde Staten ·
Verenigd Koninkrijk ·
Wales ·
Wit-Rusland ·
Zuid-Afrika ·
Zuid-Korea ·
Zweden ·
Zwitserland
Albanië · België · Bulgarije · Denemarken · Duitsland · Engeland · Estland · Finland · Frankrijk · Griekenland · Hongarije · Ierland · IJsland · Israël · Italië · Joegoslavië · Kroatië · Letland · Litouwen · Luxemburg · Nederland · Noord-Ierland · Noorwegen · Oostenrijk · Polen · Portugal · Roemenië · Schotland · Slowakije · Spanje · Tsjecho-Slowakije · Turkije · Wales · Zweden · Zwitserland